# PGC 2173014
LEDA/PGC 2173014 ist eine Galaxie im Sternbild Andromeda am Nordsternhimmel. Sie ist schätzungsweise 1,6 Milliarden Lichtjahre von der Milchstraße entfernt und hat einen Durchmesser von etwa 185.000 Lichtjahren. Vom Sonnensystem aus entfernt sich das Objekt mit einer errechneten Radialgeschwindigkeit von näherungsweise 35.500 Kilometern pro Sekunde.

## Galaktisches Umfeld
| Nr. | Galaxie          | Alternativname          | Rek          | Dek          | Distanz/asec |
| --- | ---------------- | ----------------------- | ------------ | ------------ | ------------ |
| →   | LEDA/PGC 2173014 | 2MASX J02352608+4055319 | 02h35m26.10s | +40d55m32.1s | 0            |
| 1   | NGC 980          | LEDA/PGC 9831           | 02h35m18.56s | +40d55m35.4s | 85.46        |
| 2   | LEDA/PGC 9849    | UGC 2068                | 02h35m26.63s | +40d53m39.9s | 112.27       |
| 3   | NGC 982          | LEDA/PGC 9838           | 02h35m24.87s | +40d52m11.0s | 201.58       |
| 4   | LEDA/PGC 2172817 | 2MASX J02361571+4054436 | 02h36m15.71s | +40d54m43.7s | 564.33       |
| 5   | LEDA/PGC 9825    | UGC 2058                | 02h34m53.37s | +41d07m06.9s | 787.69       |
| 6   | LEDA/PGC 2175496 | 2MASX J02361607+4105116 | 02h36m16.06s | +41d05m11.4s | 809.68       |
| 7   | LEDA/PGC 2175409 | 2MASX J02363392+4104552 | 02h36m33.92s | +41d04m55.5s | 952.44       |